# 孫家勤
孫家勤（1931年—2010年），字野耘，生於中華民國遼寧省大連市，籍貫山東泰安，孫傳芳幼子，著名畫家，1949年因戰亂抵臺。考入臺灣省立師範學院進修，畢業後留校任教。後續遠赴巴西拜張大千為師，為其關門弟子，於巴西居住28年任教於聖保羅大學並取得該校歷史學博士，後以交換教授回臺任教。精於山水花鳥及敦煌佛畫，其作品為歷史博物館、台灣美術館、國父紀念館、中正紀念堂管理處典藏。

## 生平
孫家勤其父為北洋軍閥孫傳芳，在他四歲時過世。其母周佩馨，出身書香世家，曾任湖北女子師範學校的校長。:50孫家勤自幼隨母親學畫，7歲時隨母親向周陽青我女畫師學習花鳥畫，少年時曾於北京拜畫家陳林齋為師，學習人物畫，又向常斌卿學畜獸畫，向楊敏學花鳥畫。:5217歲時，考取北京輔仁大學美術系，但因戰亂而中斷學業。:50
1949年，孫隨國民黨政府來到台灣，未攜帶學歷證件故無法插班大學，因此先去旁聽金勤伯的花鳥畫，次年考取臺灣省立師範學院藝術系(現今之國立台灣師範大學美術系)，並與喻仲林、胡念祖三人合組「麗水精舍」畫室授課:52。畢業後留校擔任助教、講師，學畫於黄君璧、溥心畲先生。經臺靜農、張目寒引薦，1964年赴巴西，拜入張大千門下，在八德園習畫三年，於潑墨山水之基礎上，發展出獨特的寫意花鳥。:53
孫長期定居於巴西聖保羅，為聖保羅大學創設中文系，在此擔任系主任及教授:54，在1973年易取得聖保羅大學歷史學博士學位。1992年以交換教授身分返回台灣後，受聘於國立臺灣師範大學美術系、中國文化大學美術系擔任教授，並在各大學教授藝術相關課程:51。2009年捐贈張大千遺物及畫作予國立歷史博物館，並於該館舉辦「耋年新猷─孫家勤畫展」。2010年染上退伍軍人病而病逝於三軍總醫院。

## 創作風格
孫家勤得到渡海三家之精髓，能畫山水、花鳥、人物，工筆寫意均可，稱自己的畫為「變種繪畫」，並非單純寫生，而是求畫面協調，因此中國畫家不曾畫出的動物，孫家勤也會畫，例如白猿、黑孔雀，以呈現他突破傳統的一面。張大千先生稱:「晚得此才，吾門當大。」，認可孫家勤的才華。中國文化大學前藝術學院院長王士儀評論其擁有大風堂的畫統，但又有自我的面貌融入創作中。

## 相關書刊
- 《追古探新—孫家勤回顧展》（ISBN 9570256540），2000年
- 《承傳古今—孫家勤畫展》（ISBN 9570169095），2004年
- 《孫家勤—承古創今》（ISBN 9789860058772），2006年
- 《耋年新猷—孫家勤畫集》（ISBN 9789860176124），2009年
- 《孫家勤教授紀念畫集》（ISBN9789860294255[3]），2011年